# Mark McKenzie (labdarúgó, 1999)
Mark McKenzie (New York, 1999. február 25. –) amerikai válogatott labdarúgó, a francia Toulouse hátvédje.

## Pályafutása

### Klubcsapatokban
McKenzie az amerikai New York városában született. Az ifjúsági pályafutását a Philadelphia Union akadémiájánál kezdte.
2018-ban mutatkozott be a Philadelphia Union észak-amerikai első osztályban szereplő felnőtt keretében. 2021. január 7-én 4½ éves szerződést kötött a belga első osztályban érdekelt Genk együttesével. Először a 2021. január 24-ei, Club Brugge ellen 3–2-re elvesztett mérkőzésen lépett pályára. Első gólját 2023. április 23-án, a Charleroi ellen idegenben 2–2-es döntetlennel zárult találkozón szerezte meg.
2024. augusztus 16-án igazolt a francia Toulouse csapatához.

### A válogatottban
McKenzie az U18-as, az U20-as és az U23-as korosztályú válogatottakban is képviselte Amerikát.
2020-ban debütált a felnőtt válogatottban. Először a 2020. február 1-jei, Costa Rica ellen 1–0-ra megnyert mérkőzés 62. percében, Aaron Longot váltva lépett pályára.

## Statisztikák
2023. május 28. szerint
| Klub               | Szezon   | Osztály        | Bajnokság | Bajnokság | Kupa  | Kupa | Nemzetközi | Nemzetközi | Összesen | Összesen |
| Klub               | Szezon   | Osztály        | Meccs     | Gól       | Meccs | Gól  | Meccs      | Gól        | Meccs    | Gól      |
| ------------------ | -------- | -------------- | --------- | --------- | ----- | ---- | ---------- | ---------- | -------- | -------- |
| Philadelphia Union | 2018     | MLS            | 20        | 0         | 3     | 0    | —          | —          | 23       | 0        |
| Philadelphia Union | 2019     | MLS            | 9         | 0         | 1     | 0    | —          | —          | 10       | 0        |
| Philadelphia Union | 2020     | MLS            | 26        | 2         | 0     | 0    | —          | —          | 26       | 2        |
| Philadelphia Union | Összesen | Összesen       | 55        | 2         | 4     | 0    | 0          | 0          | 59       | 2        |
| Genk               | 2020–21  | Jupiler League | 13        | 0         | 3     | 0    | —          | —          | 16       | 0        |
| Genk               | 2021–22  | Jupiler League | 22        | 0         | 3     | 0    | 3          | 0          | 28       | 0        |
| Genk               | 2022–23  | Jupiler League | 35        | 4         | 3     | 0    | —          | —          | 38       | 4        |
| Genk               | Összesen | Összesen       | 70        | 4         | 9     | 0    | 3          | 0          | 82       | 4        |
| Összesen           | Összesen | Összesen       | 125       | 6         | 13    | 0    | 3          | 0          | 141      | 6        |

### A válogatottban
| Válogatott       | Év       | Pályára lépés | Gól |
| ---------------- | -------- | ------------- | --- |
| Egyesült Államok | 2020     | 2             | 0   |
| Egyesült Államok | 2021     | 6             | 0   |
| Egyesült Államok | 2022     | 2             | 0   |
| Egyesült Államok | 2023     | 1             | 0   |
| Összesen         | Összesen | 11            | 0   |

## Sikerei, díjai
Philadelphia Union
- US Open Cup
  - Döntős (1): 2018

Genk
- Belga Kupa
  - Győztes (1): 2020–21

- Belga Szuperkupa
  - Döntős (1): 2021

Amerikai U20-as válogatott
- U20-as CONCACAF-bajnokság
  - Győztes (1): 2018

Amerikai válogatott
- CONCACAF Nemzetek ligája
  - Győztes (1): 2019–20